# Oberensbach

Oberensbach 5

Oberensbach (früher auch Oberendsbach oder Bax)  ist ein Gemeindeteil des Marktes Velden im niederbayerischen Landkreis Landshut.

## Lage
Der Weiler Oberensbach liegt 3,75 Kilometer südwestlich von Velden in der Gemarkung Felizenzell oberhalb des Baxer Grabens, der in den Spindlbach mündet. Er gehörte früher zur Gemeinde Felizenzell, bis diese am 1. Mai 1978 nach Velden eingemeindet wurde.

## Bevölkerungsentwicklung
Um 1871 gab es in Oberensbach fünf Einwohner. In der Nachkriegszeit des Zweiten Weltkriegs stieg die Bevölkerungszahl auf 35 Einwohner an. Im Mai 1987 lebten dort 15 Einwohner in sechs Wohngebäuden.
| Jahr      | 1871 | 1925 | 1950 | 1970 | 1987 |
| Einwohner | 5    | 21   | 35   | 28   | 15   |